# 31. květen
31. květen je 151. den roku podle gregoriánského kalendáře (152. v přestupném roce). Do konce roku zbývá 214 dní. Svátek má Kamila.

## Události

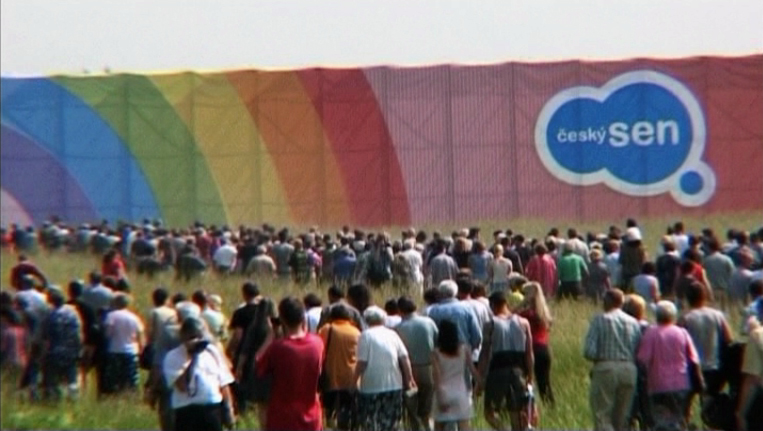
Davy před fiktivním supermarketem Český sen

### Česko
- 1819 – Na lověšických pastvinách došlo k tzv. bitvě čtyř králů, největšímu zaznamenanému násilnému střetu v zemích Koruny české v souvislosti s populárními svatodušními jízdami králů.
- 1884 – V Brně byl zahájen provoz parní tramvaje.
- 1891 – V Praze zahájila provoz pozemní lanová dráha na Letnou, poháněná systémem vodní převahy.
- 1892 – V dole Marie na Březových Horách na Příbramsku vypukl požár, při kterém zahynulo 319 horníků.
- 1895 – Ustanoven Akademický cyklistický klub Slavia Praha, později SK Slavia. Neoficiálně existoval již od roku 1893.
- 1913 – Byla zavedena tzv. Třídní loterie založená na velkém počtu malých výher - vyhrával v podstatě každý druhý los (sázky na pět čísel z devadesáti)
- 1950 – V Praze začal zinscenovaný politický proces s Miladou Horákovou a dalšími 12 osobami.
- 1958 – V plzeňských Závodech Vladimíra Iljiče Lenina zanikla výroba parních lokomotiv, a to po odzkoušení lokomotivy 556.010„Štokr“ pro Československé státní dráhy.
- 1993 – Byla založena Diecéze plzeňská.
- 2001 – Vstoupil v účinnost ústavní zákon č. 176/2001 Sb., na základě kterého došlo k přejmenování Brněnského kraje na kraj Jihomoravský, Budějovického kraje na kraj Jihočeský, Jihlavského kraje na Kraj Vysočina a Ostravského kraje na kraj Moravskoslezský.
- 2003 – Bylo zinscenováno fiktivní otevření pražského supermarketu, hlavní součást filmového dokumentárního projektu Filipa Remundy a Víta Klusáka Český sen.

### Svět
- 1279 př. n. l. – Ramesse II. se stal faraónem starověkého Egypta.

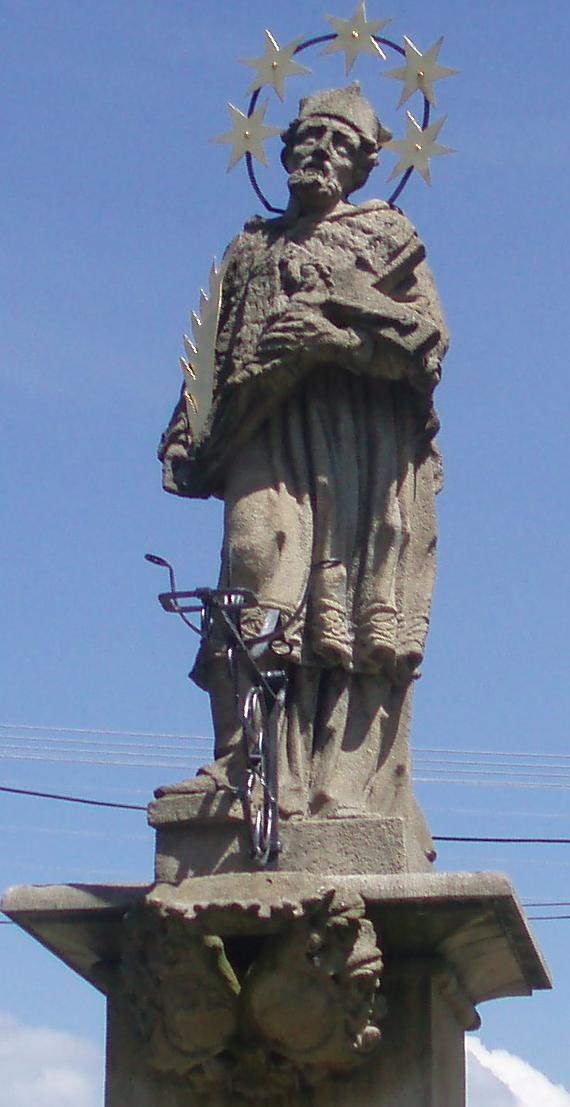
Socha sv. Jana Nepomuckého

- 0455 – Císař Petronius Maximus je ukamenován k smrti rozlíceným davem, když prchal z Říma
- 1223 – V bitvě na řece Kalce utrpěla ruská knížata a Polovci, v jednom z nejvýznamnějších vojenských střetnutí ruských dějin, drtivou porážku od Mongolů.
- 1293 – Mongolové obsadili ostrov Jáva v rámci tažení proti králi Kertanegara ze Singhasari, který odmítl platit Kublajchánovi a zmrzačil jeho vyslance. Mongolové ale prohráli. Datum založení města Surabaja
- 1433 – Zikmund Lucemburský se stal římským císařem.
- 1495 – Císař Maximilián, papež Alexandr VI., milánský král Ferdinand II., Isabella a Benátky založili protifrancouzskou ligu
- 1564 – V námořní bitvě u Gotlandu Lübeck s Dánskem porazili Švédy
- 1578 – Jindřich III. položil základní kámen Pont Neuf, nejstaršího dochovaného pařížského mostu.
- 1669 – Samuel Pepys učinil poslední záznam do svého slavného Deníku. Stěžoval si v něm na rostoucí potíže se zrakem, které mu následně znemožnily v psaní deníku pokračovat.
- 1721 – Jan Nepomucký byl prohlášen za blahoslaveného.
- 1879 – Německý vynálezce a podnikatel Werner von Siemens na Berlínské průmyslové výstavě (Berliner Gewerbe-Ausstellung 1879) představil veřejnosti první prakticky použitelnou elektrickou lokomotivu, a to v podobě dvounápravového stroje s napájením z kolejnic a tří vagonků; během čtyř měsíců tímto vláčkem svezl na 90 tisíc diváků.
- 1884 – John Harvey Kellogg si podal patent na kukuřičné lupínky.
- 1889 – Při Johnstownské potopě, kterou způsobilo protržení přehrady South, zahynulo přes 2200 lidí.
- 1891 – Ruský nástupce trůnu Mikuláš položil ve Vladivostoku základní kámen stavby nazvané transsibiřská magistrála, která byla dokončena v roce 1904.
- 1894 – Konstantin Stoilov se stal podruhé ministerským předsedou Bulharska.
- 1902 – Kapitulovaly poslední búrské jednotky – konec búrské války.
- 1910 – Byla založena Jihoafrické unie pod svrchovaností Spojeného království.
- 1911 – Na vodu byla spuštěna loď Titanic.
- 1916 – První světová válka: došlo k námořní bitvě u Jutska, ojedinělému masivnímu přímému střetnutí německého a britského námořnictva.
- 1918 – První světová válka: Poprvé byl nasazen v boji francouzský tank Renault FT-17.
- 1921 – Při masakru v Tulse ve státě Oklahoma bylo při rasových nepokojích zabito nejméně 56 lidí a stovky zraněných.
- 1946 – Bylo otevřeno letiště London Heathrow.
- 1961 – Jihoafrická republika se stala republikou.
- 1969 – John Lennon a Yoko Ono nahráli singl Give Peace a Chance, první singl samostatně nahraný jedním z členů skupiny Beatles.
- 1970 – Největší přírodní katastrofa v dějinách v Peru, sesuv půdy pohřbil 47 tisíc lidí v městě Yungay, při zemětřesení zahynulo také 14 zbývajících členů Československé expedice Peru 1970.
- 1974 – Byla podepsána dohoda mezi Izraelem a Sýrií, která ukončila Jomkipurskou válku.
- 1990 – Karl-Marx-Stadt se vrátil k původnímu názvu Saská Kamenice.
- 1999 – V Moskvě vzniklo ruské hudební duo Tatu.
- 2003 – V Severní Karolíně byl zadržen Eric Rudolph, který spáchal bombový útok při olympijských hrách 1996 v Atlantě.
- 2009 – Paolo Maldini ukončil kariéru ve věku 40 let.
- 2010 – nečekaně rezignoval německý prezident Horst Köhler.
- 2014 – Blahořečena italská řeholnice a zakladatelka kongregace María Esperanza Alhama Valera.
- 2020 –  Vesmírná loď Crew Dragon soukromé společnosti SpaceX úspěšně dopravila na ISS astronauty Roberta Behnkena a Douglase Hurleyho.

## Narození

### Česko

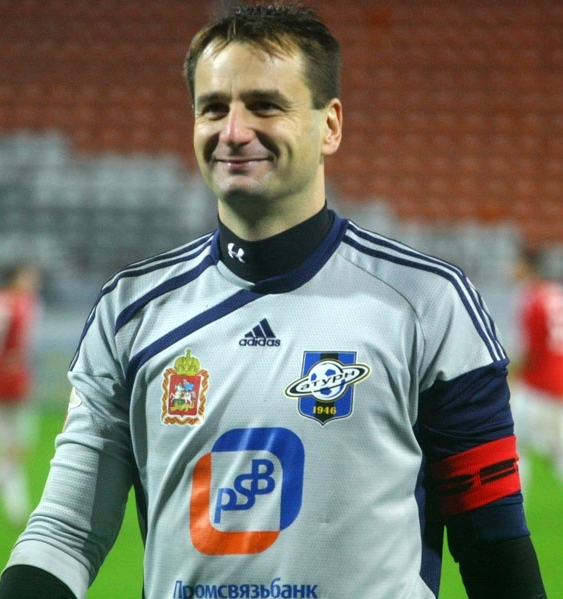
Antonín Kinský (* 1975)

- 1818 – Václav Vladivoj Tomek, historik († 12. června 1905)
- 1837 – František Josef Mach, kapelník a skladatel († 1. července 1914)
- 1845 – Ferdinand Marjánko, novinář a překladatel († 13. května 1903)
- 1849 – Jan Žáček, advokát a politik († 4. října 1934)
- 1860 – Edvard Beaufort, nakladatel a redaktor († 14. června 1941)
- 1861 – Rudolf Inemann, herec a režisér († 12. listopadu 1907)
- 1870 – Alois Hajn, novinář († 8. ledna 1953)
- 1871 – Bohumil Vlasák, ministr financí Československa († 4. června 1945)
- 1881
  - Bohumír Bradáč, ministr československých vlád († 20. října 1935)
  - František Langr, československý politik († 6. ledna 1948)
- 1883 – Bohuš Lauda, sochař († říjen  1918)
- 1885 – Evžen Čihák, průkopník letectví († 8. května 1958)
- 1888 – Ladislav F. Dvořák, ekonom († 1. května 1953)
- 1892 – Bohuslav Reynek, básník a překladatel († 28. září 1971)
- 1902 – Viliam Široký, československý politik († 6. října 1971)
- 1908 – Karel Václav Štěpka, hudební skladatel († 19. října 1989)
- 1909 – Václav Netušil, publicista a překladatel († 1. dubna 1981)
- 1917 – Alois Knop, jazykovědec († 6. února 2001)
- 1923 – Michal Benedikovič, československý fotbalový reprezentant († 18. dubna 2007)
- 1925 – Jiří Hrůza, urbanista († 10. května 2012)
- 1926 – Jan Trojan, muzikolog, rozhlasový redaktor a pedagog († 26. ledna 2015)
- 1936 – Jiří Kuběna, historik umění, básník a spisovatel († 10. srpna 2017)
- 1937 – Miloš Skočovský, poslanec, předseda sdružení Moravský národní kongres
- 1948
  - Jaroslav Bárta, fotograf
  - Jan Zahradníček, politik († 16. prosince 2019)
- 1949 – Pavel Heřman, fotograf a politik
- 1956 – Stanislav Berkovec, rozhlasový a televizní moderátor a politik
- 1957 – Olga Lomová, sinoložka a překladatelka
- 1964 – Bedřich Ščerban, hokejista
- 1970 - Dana Černá, dabérka a herečka
- 1975 – Antonín Kinský, fotbalový brankář
- 1979 – Jan Holík, herec
- 1982 – Lukáš Veverka, grafický designér a režisér
- 1986 – Jan Bernášek, šachista

### Svět

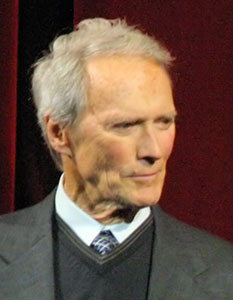
Clint Eastwood (* 1930)

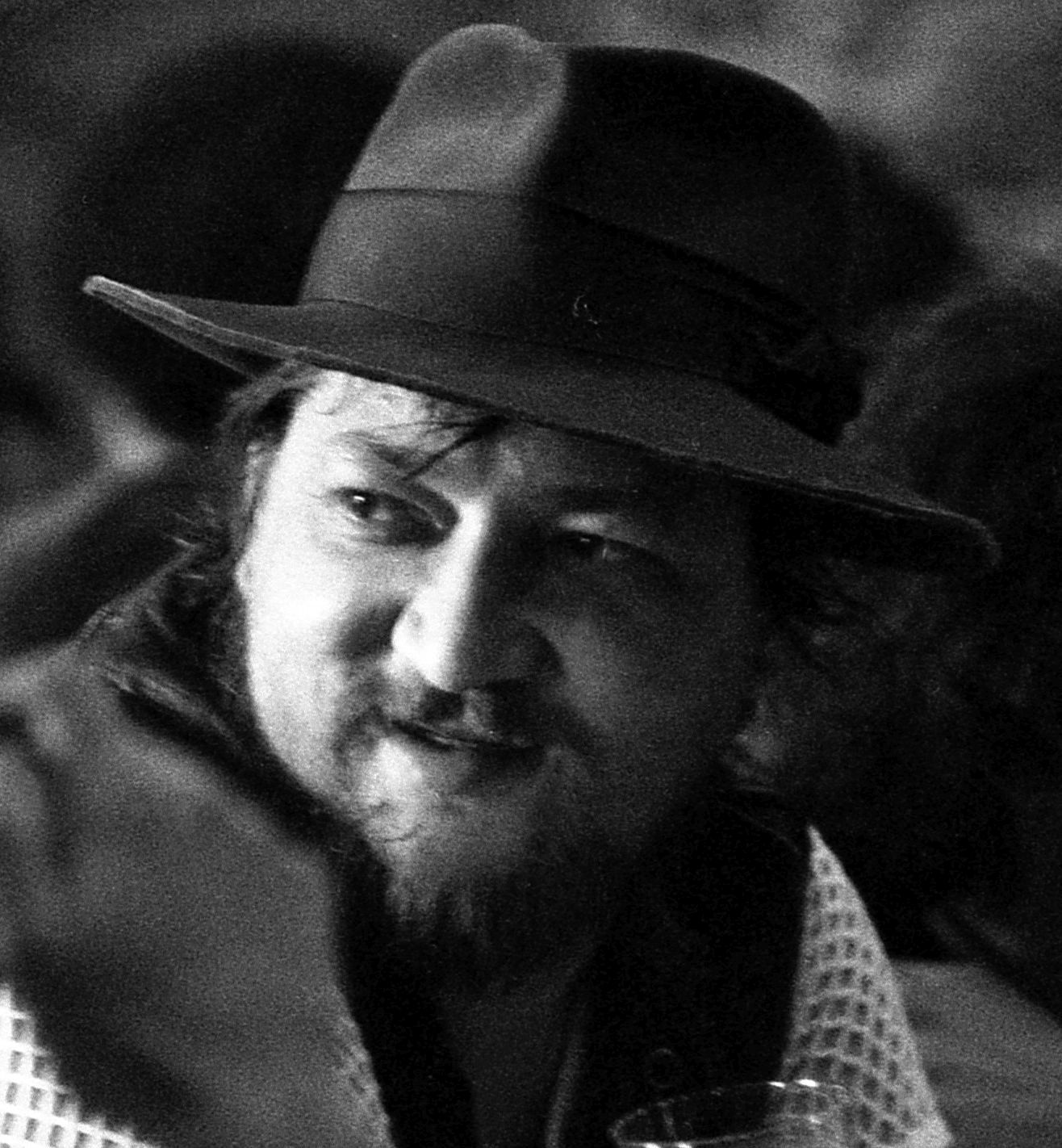
Rainer Werner Fassbinder (* 1945)

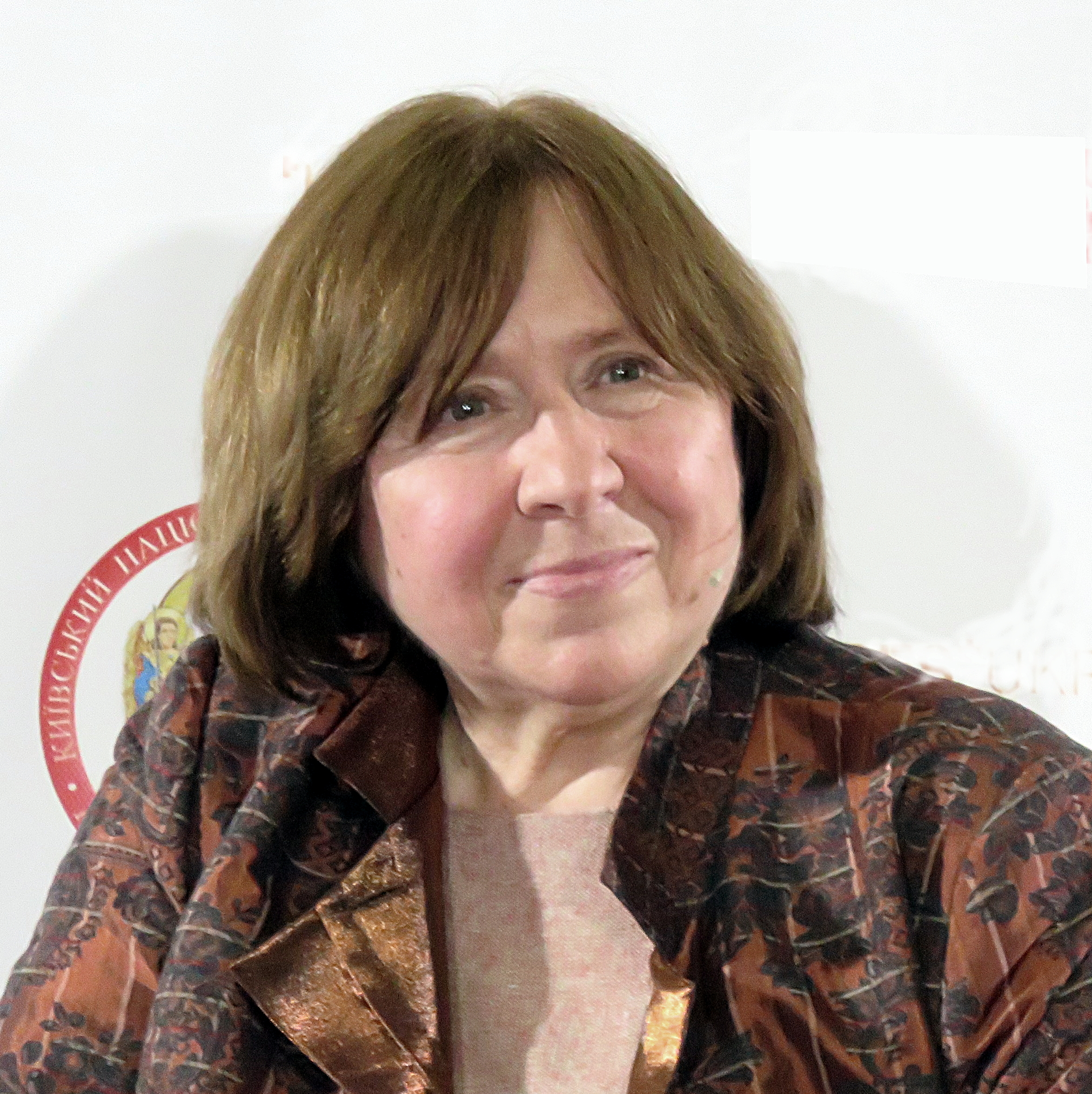
Světlana Alexijevičová (* 1948)

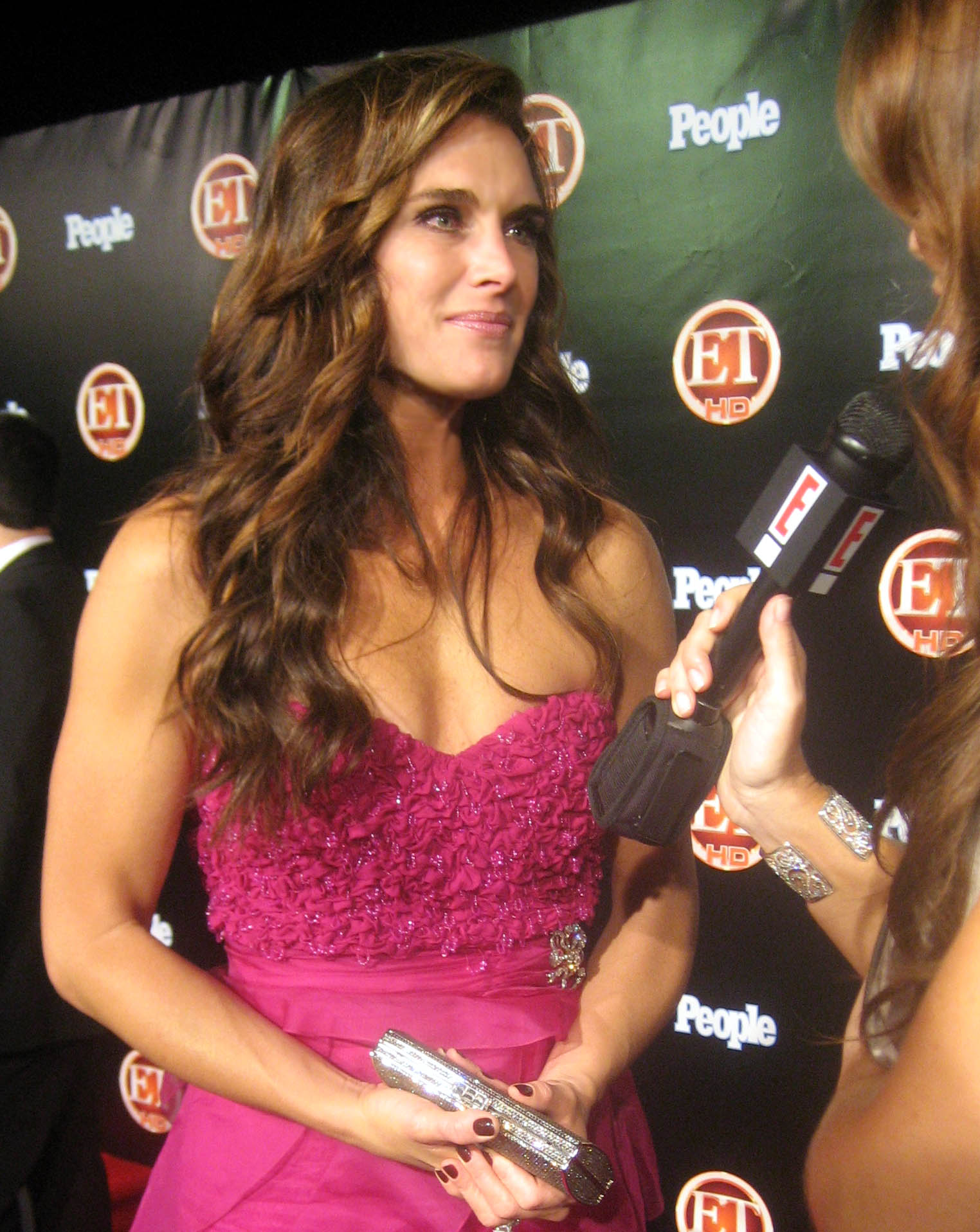
Brooke Shields (* 1965)

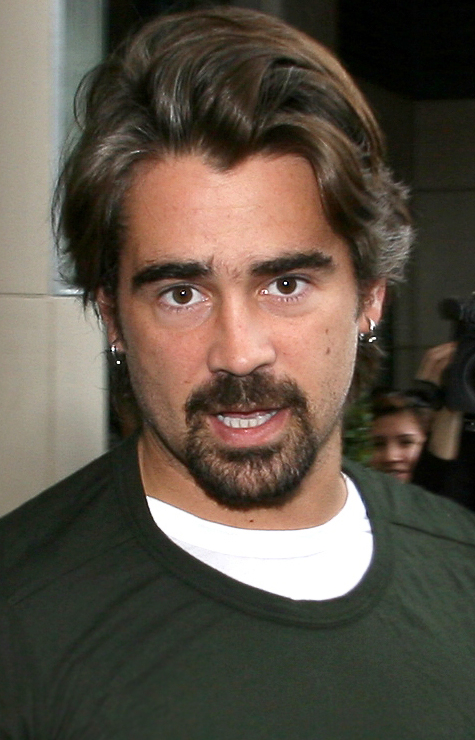
Colin Farrell (* 1976)

- 1469 – Manuel I. Portugalský, portugalský král († 13. prosince 1521)
- 1535 – Alessandro Allori, italský manýristický malíř († 22. září 1607)
- 1597 – Jean-Louis Guez de Balzac, francouzský spisovatel († 8. února 1654)
- 1656 – Marin Marais, francouzský hudebník, hráč na violu da gamba a hudební skladatel († 1728)
- 1686 – Antonina Houbraken, nizozemská rytkyně († 12. prosince 1736)
- 1746 – Abbé Faria, portugalský kněz, průkopník hypnózy († 20. září 1819)
- 1753 – Pierre Vergniaud, francouzský revolucionář († 31. října 1793)
- 1754 – Catherine-Dominique de Pérignon, francouzský generál, císařský maršál († 25. prosince 1818)
- 1757 – Philip Yorke, 3. hrabě z Hardwicke, britský politik a šlechtic († 18. listopadu 1834)
- 1773 – Ludwig Tieck, německý spisovatel († 28. dubna 1853)
- 1783 – Johann Georg Lumnitzer, moravsko-slezský evangelický duchovní, pedagog, malíř a rytec († 25. ledna 1864)
- 1819 – Walt Whitman, americký spisovatel († 26. března 1892)
- 1835 – Alphonse de Neuville, francouzský malíř a ilustrátor († 18. května 1885)
- 1822 – Rafael Hernando, španělský hudební skladatel († 10. července 1888)
- 1836 – Jules Chéret, francouzský secesní reklamní výtvarník († 23. září 1932)
- 1837
  - Ernest Daudet, francouzský spisovatel a novinář († 21. srpna 1921)
  - William Henry Fitzhugh Lee, syn generála Roberta Edwarda Lee († 15. října 1891)
- 1838 – Henry Sidgwick, anglický filozof a ekonom († 28. srpna 1900)
- 1852 – Julius Richard Petri, německý bakteriolog († 20. prosince 1920)
- 1857
  - Vojtech Alexander, slovenský lékař a fyzik († 15. ledna 1916)
  - Pius XI., katolický papež († 10. února 1939)
- 1863 – Francis Younghusband, britský důstojník a cestovatel († 31. července 1942)
- 1867 – Marie Josefa, matka posledního rakouského císaře Karla I. († 28. května 1944)
- 1868
  - Jane Avrilová, francouzská tanečnice († 16. ledna 1943)
  - Victor Cavendish, 9. vévoda z Devonshiru, britský konzervativní státník a šlechtic († 6. května 1938)
- 1872 – Charles Greeley Abbot, americký astrofyzik († 17. prosince 1973)
- 1885
  - Alois Hudal, rakouský katolický biskup, pomáhal uprchnout nacistickým zločincům († 13. května 1963)
  - Alter Kacyzne, židovský spisovatel a fotograf († 7. července 1941)
- 1887 – Saint-John Perse, francouzský diplomat a básník, nositel Nobelovy ceny za literaturu († 20. září 1975)
- 1892
  - Konstantin Paustovskij, ruský a sovětský spisovatel († 14. července 1968)
  - Gregor Strasser, německý nacistický politik († 30. června 1934)
- 1898 – Norman Vincent Peale, americký protestantský kazatel a spisovatel († 24. prosince 1993)
- 1899
  - Leonid Maximovič Leonov, ruský spisovatel († 8. srpna 1994)
  - Leo Borchard, německý dirigent († 23. srpna 1945)
- 1906 – Bruno Gröning, německý léčitel († 26. ledna 1959)
- 1907 – Åke Holmberg, švédský spisovatel a překladatel († 9. září 1991)
- 1908 – Don Ameche, americký herec († 6. prosince 1993)
- 1909 – Giovanni Palatucci, italský policejní důstojník, který zachránil tisíce Židů před deportacemi do vyhlazovacích táborů († 10. února 1945)
- 1911 – Maurice Allais, francouzský ekonom († 9. října 2010)
- 1912
  - Henry M. Jackson, americký kongresman a senátor († 1. září 1983)
  - Martin Schwarzschild, americký fyzik německého původu († 10. dubna 1997)
- 1916
  - Felix Rakouský, rakouský arcivévoda († 6. září 2011)
  - Bernard Lewis, britsko americký historik, orientalista a politický komentátor († 19. května 2018)
  - Judy Campbell, anglická herečka († 6. června 2004)
- 1917 – Jean Rouch, francouzský filmař a antropolog († 18. února 2004)
- 1923 – Rainier III., monacký kníže († 6. dubna 2005)
- 1925 – Frei Paul Otto, německý architekt († 9. března 2015)
- 1926
  - John George Kemeny, americký matematik, maďarského původu († 26. prosince 1992)
  - Henry Lewy, německý hudební producent a zvukový inženýr († 8. dubna 2006)
- 1927 – Red Holloway, americký jazzový saxofonista († 25. února 2012)
- 1929 – Menachem Golan, izraelský režisér
- 1930 – Clint Eastwood, americký herec, režisér a producent
- 1931
  - Cvi Hecker, izraelský architekt polského původu († 24. září 2023)
  - John Robert Schrieffer, americký fyzik, Nobelova cena za fyziku 1972 († 27. července 2019)
- 1935 – Albert Heath, americký bubeník († 3. dubna 2024)
- 1937 – Louis Hayes, americký bubeník
- 1939 – Haraldur Sigurðsson, islandský vulkanolog a geochemik.
- 1940
  - Anatolij Bondarčuk, sovětský olympijský vítěz v hodu kladivem
  - Augie Meyers, americký klávesista
- 1945
  - Laurent Gbagbo, prezident republiky Pobřeží slonoviny
  - Rainer Werner Fassbinder, německý režisér, scenárista, dramatik a herec († 10. června 1982)
- 1948
  - Mike Edwards, anglický violoncellista († 3. září 2010)
  - John Bonham, britský bubeník skupiny Led Zeppelin († 25. září 1980)
  - Martin Hannett, anglický hudebník a hudební producent († 10. dubna 1991)
  - Světlana Alexijevičová, běloruská spisovatelka, Nobelova cena za literaturu
- 1950 – Edgar Savisaar, první premiér novodobého samostatného Estonska († 29. prosince 2022)
- 1952 – Karl Bartos, německý hudebník
- 1955
  - Marty Ehrlich, americký jazzový saxofonista
  - Tommy Emmanuel, australský kytarista
  - Jacqueline McGlade, kanadská mořská bioložka
- 1956 – Fritz Hilpert, německý hudebník (Kraftwerk)
- 1957 – Jim Craig, americký hokejový brankář
- 1963 – Viktor Orbán, maďarský politik a premiér
- 1965 – Brooke Shields, americká herečka
- 1976 – Colin Farrell, irský herec
- 1977 – Joachim Olsen, dánský atlet
- 1980 – Andy Hurley, americký bubeník kapely Fall Out Boy
- 1984
  - Ja'el Grobglas, izraelská herečka
  - Milorad Čavić, srbský plavec
- 1991 – Azealia Banks, americká rapperka , Brodie Retallick novozélandský ragbista

## Úmrtí

### Česko

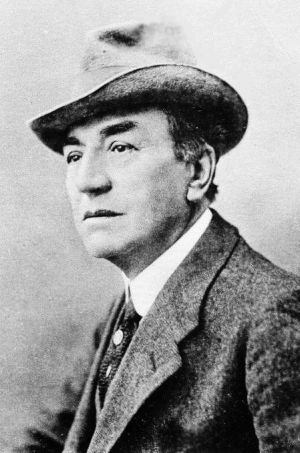
Eduard Vojan († 1920)

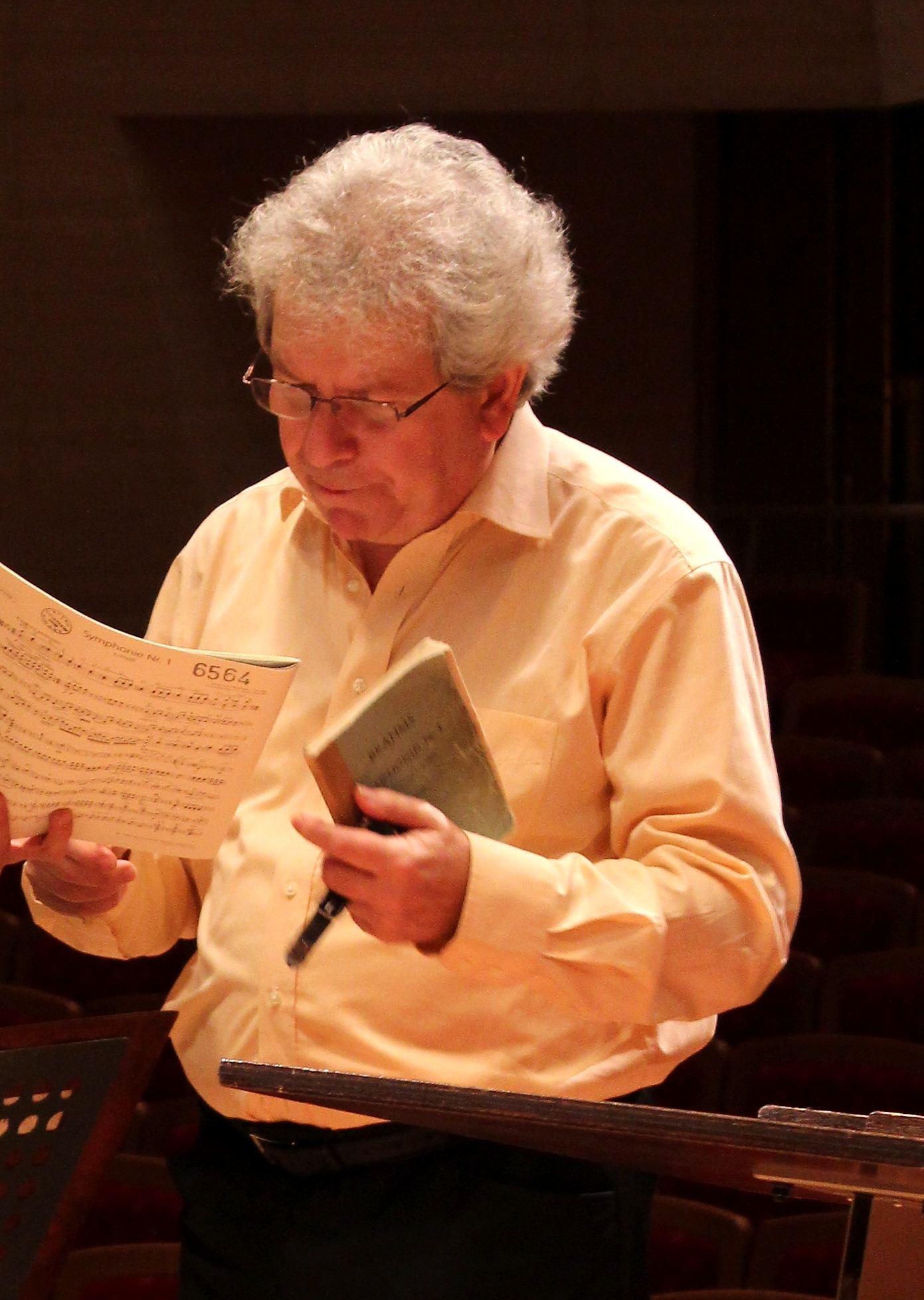
Jiří Bělohlávek († 2017)

- 1768 – František Ludvík z Mattencloitu, česko-slezský šlechtic (* 16. března 1693)
- 1868 – František Sušil, národní buditel a kněz, sběratel lidových písní (* 18. června 1804)
- 1878 – František Šohaj, klasický filolog a pedagog (* 25. listopadu 1816)
- 1887 – Richard Dotzauer, podnikatel a politik (* 25. července 1816)
- 1918 – Tomáš Krýza, tvůrce betlému v Jindřichově Hradci (* 13. prosince 1838)
- 1904 – Heřman Janda, politik (* 21. srpna 1860)
- 1907 – Jan Dobruský, šachový skladatel (* 28. srpna 1853)
- 1909 – Emil Johann Lauffer, malíř (* 28. června 1837)
- 1920 – Eduard Vojan, herec (* 5. května 1853)
- 1922 – Josef Ullmann, malíř, krajinář (* 13. června 1870)
- 1933 – Emanuel Kubíček, kněz, jezuita, pedagog a církevní historik (* 24. prosince 1873)
- 1935 – Gustav Kroupa, česko-rakouský důlní inženýr (* 30. srpna 1857)
- 1950 – Jan Krčmář, čs. ministr školství a nár. osvěty (* 27. července 1877)
- 1953 – Adolf Kellner, dialektolog, bohemista a romanista (* 27. března 1904)
- 1956
  - Pavel Beneš, letecký konstruktér (* 14. června 1894)
  - Hugo Kosterka, překladatel a vydavatel (* 9. dubna 1867)
- 1970
  - Arnošt Černík, horolezec a spisovatel (* 28. srpna 1926)
  - Vilém Heckel, fotograf a horolezec (* 21. května 1918)
  - Valerián Karoušek, sochař a horolezec (* 31. ledna 1929)
  - Miloš Matras, horolezec (* 4. října 1933)
- 1983 – Mikuláš Antonín Číla, malíř, legionář a československý brigádní generál (* 6. ledna 1883)
- 1990 – Vladimír Salač, herec a zpěvák (* 17. července 1924)
- 1991 – Boleslav Bárta, psycholog a politik. (* 14. srpen 1929)
- 1998 – Karel Augusta, herec (* 6. června 1935)
- 2001
  - Ota Hemele, československý fotbalový reprezentant (* 22. ledna 1926)
  - Karel Prager, architekt (* 24. srpna 1923)
- 2005 – Anna Nováková, překladatelka z ruštiny (* 22. července 1921)
- 2006 – Boris Rösner, divadelní a filmový herec (* 25. ledna 1951)
- 2008 – Vladimír Sadek, judaista a hebraista (* 22. září 1932)
- 2014 – Jiří Bruder, herec (* 13. dubna 1928)
- 2017 – Jiří Bělohlávek, dirigent (* 24. února 1946)

### Svět

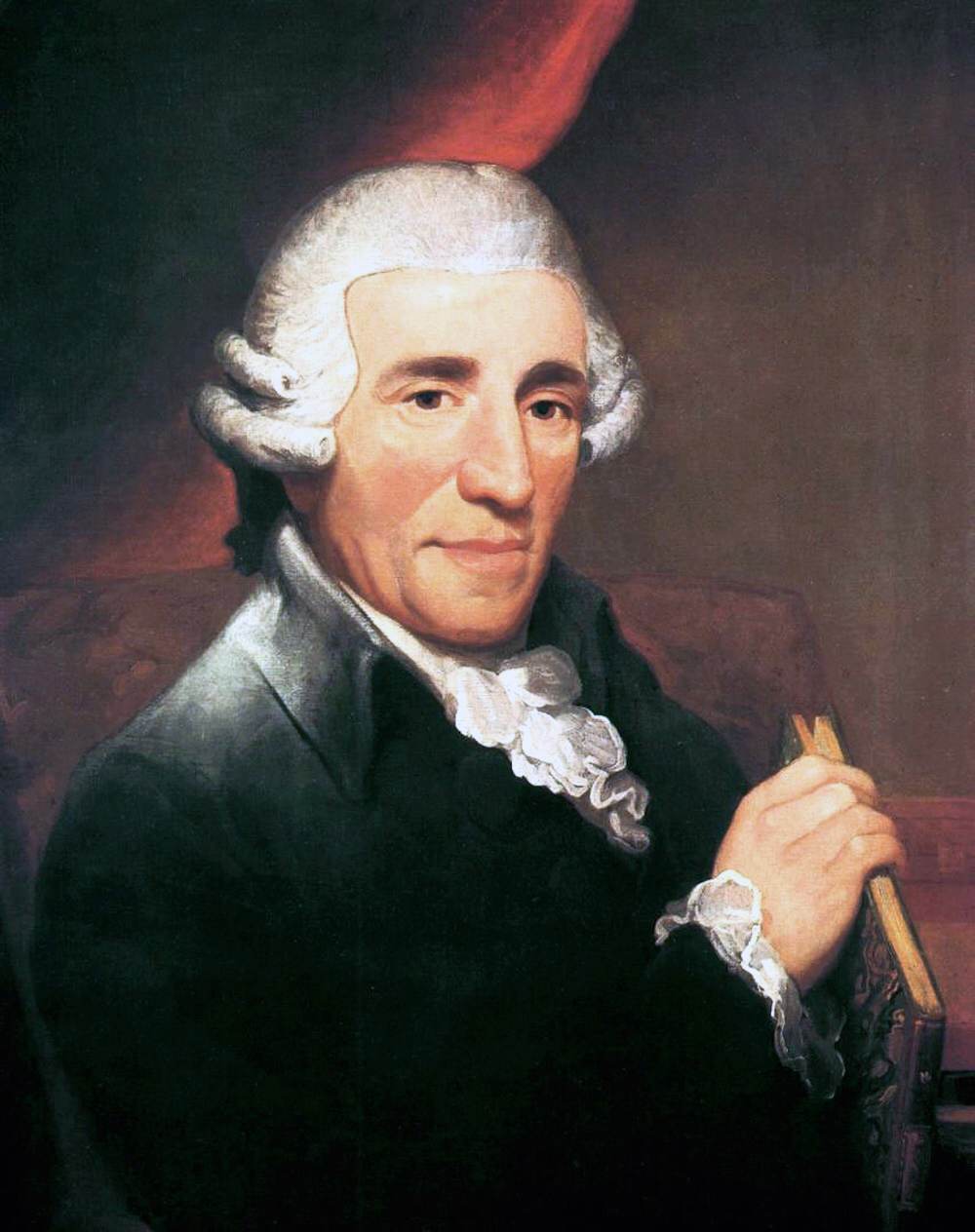
Joseph Haydn († 1809)

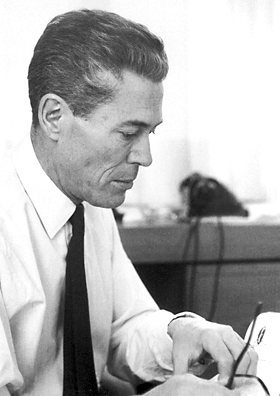
Jacques Monod († 1976)

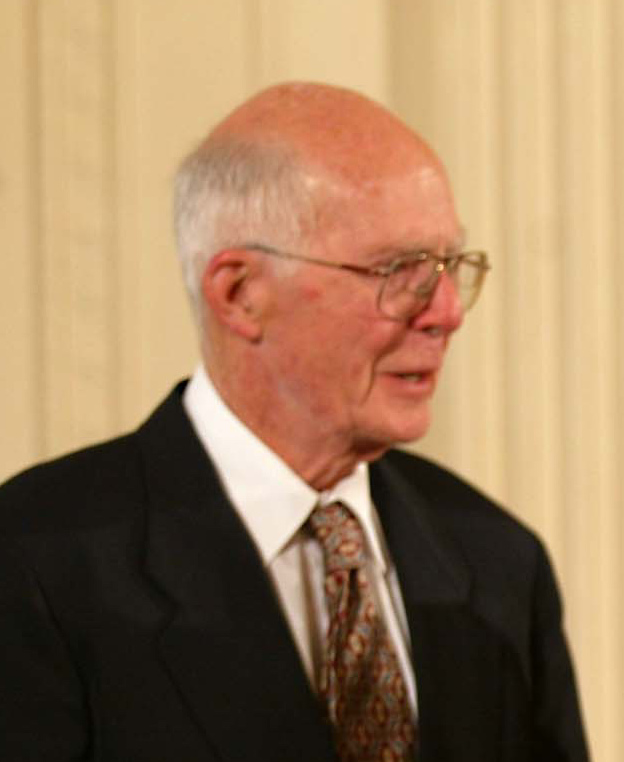
Raymond Davis († 2006)

- 0455 – Petronius Maximus, západořímský císař
- 1162 – Gejza II. Uherský, uherský král (* 1130)
- 1321 – Birger Magnusson, švédský král (* 1280)
- 1370 – Vital z Assisi, italský katolický světec (* 1295)
- 1567 – Guy de Bray, nizozemský protestantský teolog (* 1522)
- 1580 – Dorotea Dánská, dánská princezna, falcká kurfiřtka (* 10. listopadu 1520)
- 1594 – Tintoretto, italský malíř (* 1518)
- 1668 – Jan Vilém Libštejnský z Kolovrat, tridentský, pražský, brněnský a olomoucký kanovník (* 29. září 1624)
- 1740 – Fridrich Vilém I., pruský král (* 14. srpna 1688)
- 1727 – Karel August Šlesvicko-Holštýnsko-Gottorpský, německý protestantský biskup (* 26. listopadu 1706)
- 1747 – Heinrich Johann Ostermann, ruský diplomat a generál (* 9. června 1686)
- 1806 – Michael von Melas, rakouský generál (* 12. května 1729)
- 1809
  - Jean Lannes, francouzský generál (* 10. dubna 1769)
  - Joseph Haydn, rakouský skladatel (* 1732)
  - Stevan Sinđelić, srbský vojvoda (* 1771)
- 1810 – William Martin, anglický přírodovědec a paleontolog (* 1767)
- 1832 – Évariste Galois, francouzský matematik (* 25. října 1811)
- 1841 – George Green, britský matematik a fyzik (* 14. července 1793)
- 1882 – Adolphe Hercule de Graslin, francouzský entomolog (* 11. dubna 1802)
- 1920 – Nasib bey Yusifbeyli, ázerbájdžánský publicista, politik a státník (* 5. července 1881)
- 1946 – Martin Mičura, slovenský právník a politik (* 17. září 1883)
- 1872 – Friedrich Gerstäcker, německý cestovatel a spisovatel (* 10. května 1816)
- 1875 – Eliphas Lévi, francouzský okultista (* 8. února 1810)
- 1884 – Bethel Henry Strousberg, německý podnikatel (* 20. listopadu 1823)
- 1891 – Anton Heinrich Springer, německý historik umění (* 13. července 1825)
- 1930 – Rudolf von Schuster-Bonnott, předlitavský státní úředník, bankéř a politik (* 12. dubna 1855)
- 1941 – Francis Meadow Sutcliffe, anglický fotograf (* 6. října 1853)
- 1945 – Odilo Globocnik, rakouský válečný zločinec (* 21. dubna 1904)
- 1953 – Vladimir Tatlin, ruský malíř, sochař, architekt, scénograf a průmyslový výtvarník (* 28. prosince 1885)
- 1960 – Walter Funk, německý nacistický ministr hospodářství (* 18. července 1890)
- 1970 – Terry Sawchuk, kanadský hokejista (* 28. prosince 1929)
- 1976 – Jacques Monod, francouzský biochemik, Nobelova cena za fyziologii a medicínu 1965 (* 2. září 1910)
- 1981 – Giuseppe Pella, premiér Itálie (* 18. dubna 1902)
- 1983 – Jack Dempsey, americký boxer (* 24. června 1895)
- 1985 – Gaston Rébuffat, francouzský horolezec, režisér, fotograf a spisovatel (* 7. května 1921)
- 1986 – James Rainwater, americký fyzik, Nobelova cena za fyziku 1975 (* 9. prosince 1917)
- 1996 – Timothy Leary, americký spisovatel a psycholog (* 22. října 1920)
- 2000
  - Petar Mladenov, poslední prezident socialistického Bulharska (* 22. srpna 1936)
  - Erich Kähler, německý matematik (* 16. ledna 1906)
- 2004 – Robert Quine, americký kytarista (* 30. prosince 1942)
- 2006 – Raymond Davis mladší, americký fyzik (* 14. října 1914)
- 2008 – Michal Barnovský, slovenský historik (* 14. února 1937)
- 2009 – Millvina Dean, poslední žijící osoba, která se plavila na lodi Titanic a zároveň nejmladší pasažérka na Titanicu (* 2. února 1912)
- 2010 – Louise Bourgeois, francouzská sochařka (* 25. prosince 1911)
- 2011 – Pauline Betzová, americká tenistka (* 6. srpna 1919)
- 2023
  - Amitai Etzioni, izraelsko-americký sociolog (* 4. ledna 1929)
  - Luca Di Fulvio, italský spisovatel (* 13. května 1957)

## Svátky

### Česko
- Kamila, Mila
- Petronela
- Den otvírání studánek

### Svět
- Světový den bez tabáku
- Anglie: Spring Bank Holiday
- Francie, Německo: Bílé pondělí (je-li pondělí)
- USA: Memorial Day (poslední pondělí v květnu)
- Namibie, Jihoafrická republika: Den republiky
- Botswana: Prezidentský den
- Zimbabwe: Den nezávislosti
- Brunej: Výročí Královského vojska Malay
- Malajsie, Indonésie: Začátek Gawai Dayak

### Liturgický kalendář
- Navštívení Panny Marie
- Sv. Petronila
- Camilla Battista da Varano
- Hermias

| 31. květen v pražském KlementinuÚdaje jsou platné k 29. 4. 2025. | 31. květen v pražském KlementinuÚdaje jsou platné k 29. 4. 2025. | 31. květen v pražském KlementinuÚdaje jsou platné k 29. 4. 2025. |
| minimum                                                          | denní průměr                                                     | maximum                                                          |
| ---------------------------------------------------------------- | ---------------------------------------------------------------- | ---------------------------------------------------------------- |
| 3,8 °C (1864)                                                    | 16,0 °C (od 1961)                                                | 32,5 °C (2008)                                                   |